# Ypäjä
Ypäjä este o comună din Finlanda.